# Michel Verreault
Pour les articles homonymes, voir Verreault.
Michel Verreault est un patineur de vitesse québécois.

## Carrière
En 1988, il est l'officiel en chef du patinage de vitesse sur piste courte aux Jeux olympiques de 1988, où la discipline est en démonstration. Il subit une forte pression de la part de l'Union internationale de patinage, qui souhaite voir le sport confirmé pour rejoindre le programme des Jeux olympiques d'Albertville, quatre ans plus tard.